# Jelena Lvovna Susunova
Jelena Lvovna Susunova oroszul: Елена Львовна Шушунова (Leningrád, 1969. április 23. – Szentpétervár, 2018. augusztus 16.) olimpiai és világbajnok szovjet–orosz tornász.

## Pályafutása
Az 1988-as szöuli olimpián aranyérmet szerzett csapatban és összetettben. Ezüstérmes lett gerendán, bronzérmes felemás korláton. A világbajnokságokon öt arany, négy ezüst- és két bronzérmet nyert. Az Európa-bajnokságokon öt arany- és két bronzérmet szerzett.

## Sikerei, díjai
- Olimpiai játékok
  - aranyérmes (2): 1988, Szöul (csapat és összetett)
  - ezüstérmes: 1988, Szöul (gerenda)
  - bronzérmes: 1988, Szöul (felemás korlát)
- Világbajnokság
  - aranyérmes (5): 1985 (csapat, összetett, ugrás), 1987 (ugrás, talaj)
  - ezüstérmes (4): 1985 (talaj), 1987 (csapat, összetett, gerenda)
  - bronzérmes (2): 1985 (gerenda), 1987 (felemás korlát)
- Európa-bajnokság
  - aranyérmes (5): 1985 (összetett, ugrás, felemás korlát, talaj), 1987 (ugrás)
  - bronzérmes (2): 1985 (gerenda), 1987 (összetett)